# Melanorosaurus
Melanorosaurus (nghĩa là "thằn lằn núi đen", từ tiếng Hy Lạp melas/μέλας, "đen", oros/ὄρος, "núi" + sauros/σαῦρος, "thằn lằn"), là một chi khủng long sauropodomorpha từng sống vào thời kỳ Trias muộn. Chúng là động vật ăn thực vật và sống ở Nam Mỹ.